# Wolfgang Rauchfuß

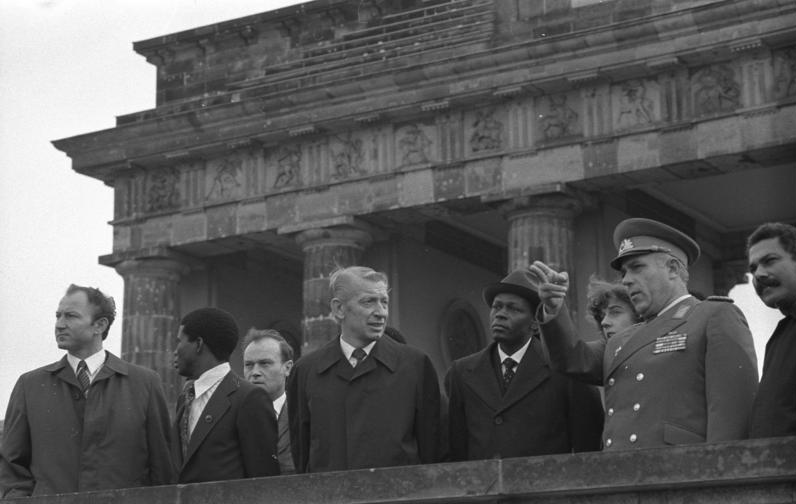
Wolfgang Rauchfuß (4.v.l.) und der angolanische Präsident José Eduardo dos Santos (rechts daneben) am Brandenburger Tor, wo Generalleutnant Karl-Heinz Drews (2.v.r.) die Grüße aller Angehörigen der Grenztruppen der DDR überbringt.

Wolfgang Rauchfuß (* 27. November 1931 in Grüna bei Chemnitz; † 15. August 2005 in Berlin) war ein deutscher Politiker. Er war Mitglied des Zentralkomitees  sowie des Politbüros der SED sowie von 1974 bis 1989 Minister für Materialwirtschaft der DDR.

## Leben
Der Sohn einer Arbeiterfamilie absolvierte nach dem Besuch der Volksschule von 1946 bis 1949 eine Ausbildung als Mechaniker. Er trat 1946 der FDJ bei und war 1949/50 hauptamtlicher Instrukteur des FDJ-Landesverbandes Berlin, danach war er Außenhandelsfunktionär. 
1951 wurde er Mitglied der SED. 1952 besuchte er die Fachschule für Außenhandel und war danach Verkaufsleiter bei der Deutschen Innen- und Außenhandelgesellschaft Feinmechanik/Optik. Von 1957 bis 1959 war er stellvertretender Generaldirektor von Polygraph Export GmbH und 1960 Generaldirektor von Büromaschinen-Export. Von 1958 bis 1961 absolvierte er ein Fernstudium an der Hochschule für Ökonomie Berlin.
Von 1961 bis 1965 war er Stellvertreter des Ministers für Außen- und innerdeutschen Handel. Im März 1965 wurde er zum Staatssekretär im Ministerium für Außen- und Innerdeutschen Handel und zum Mitglied des Ministerrates der DDR berufen. Seit Dezember 1965 war er stellvertretender Vorsitzender des Ministerrates, seit 1967 Mitglied des Zentralkomitees der SED und Abgeordneter der Volkskammer und seit 1974 Minister für Materialwirtschaft und Leiter der Zentralen Energiekommission beim Ministerrat der DDR. 
Mit dem Rücktritt der Regierung Stoph am 7. November 1989 schied er aus den Regierungsämtern und war anschließend bis März 1990 Staatssekretär in der Regierung Modrow. Vom 8. November bis 3. Dezember 1989 war er Mitglied des Politbüros und des Sekretariats  des ZK der SED. Ab März 1990 war er Mitarbeiter der Treuhandanstalt.
Er war verheiratet und hatte zwei Kinder.

## Auszeichnungen
- 1971 Orden Banner der Arbeit
- 1979 Vaterländischer Verdienstorden in Gold
- 1981 Ehrenspange zum Vaterländischen Verdienstorden in Gold

## Veröffentlichungen
- Rede auf der internationalen Pressekonferenz zur Leipziger Herbstmesse 1964, Berlin 1964
- Rede zur Eröffnung der Leipziger Frühjahrsmesse am 2. März 1968, Berlin 1968
- Die Aufgaben der Leiter zur Gewährleistung einer hohen Materialökonomie und wirtschaftlichen Energieanwendung, Berlin 1976